# Domaine de la loi et domaine du règlement
Le domaine de la loi et le domaine du règlement, ou domaine législatif et domaine réglementaire sont des notions opposées de droit constitutionnel français. Le domaine de la loi est par définition celui dans lequel seul le législateur, exprimant la volonté générale, peut intervenir, tandis que le domaine du règlement peut faire l’objet d’interventions du pouvoir exécutif, et en particulier de décrets du Premier ministre.
Rompant avec la tradition des régimes parlementaires, le parlementarisme rationalisé de la Cinquième République se caractérise notamment par une limitation du domaine de la loi et une extension du domaine du règlement. Ces principes prévus par le texte constitutionnel ont néanmoins eu des conséquences limitées en pratique.

## Principe sous la Cinquième République
Sous le régime de la Cinquième République, la Constitution du 4 octobre 1958 définit le domaine législatif par exception, c’est-à-dire en listant de façon limitative les champs de l’action publique relevant de ce domaine, tandis que le domaine réglementaire correspond à l’ensemble des matières qui n’entrent pas dans le domaine législatif, liste potentiellement illimitée. Cet état découle de l’article 37 de la Constitution, qui dispose que « les matières autres que celles qui sont du domaine de la loi ont un caractère réglementaire ». Les matières relevant du domaine de la loi sont principalement énumérées à l’article 34 de la Constitution, mais quelques autres articles attribuent des compétences sporadiques du législateur.
La Constitution prévoit plusieurs outils permettant au gouvernement d’empêcher l’intervention du législateur dans le domaine réglementaire : l’article 41, en particulier, lui permet d’opposer au parlement l’irrecevabilité d’un texte qui interviendrait dans le domaine réglementaire ; en outre, l'article 37, alinéa 2 permet au gouvernement de faire déclassifier les dispositions de forme législative intervenues dans le domaine réglementaire après avis du Conseil d'Etat dans le cas des textes antérieurs à 1958 et sur décision du Conseil constitutionnel pour les textes postérieurs à 1958. La Constitution autorise au contraire le gouvernement à intervenir de façon exceptionnelle dans le domaine législatif par le mécanisme des ordonnances (article 38), avec l’accord du parlement.
Ainsi, en principe, les matières du bloc de légalité sont exclusivement traitées par le parlement, investi du pouvoir législatif, en utilisant comme vecteur des lois. Au contraire, en principe, les matières réglementaires sont exclusivement traitées par le gouvernement et les exécutifs locaux, investi du pouvoir exécutif, en utilisant comme vecteur des décrets et d’autres actes administratifs unilatéraux.

## Limites
Conçue comme l’un des outils majeurs du parlementarisme rationalisé, la définition et l’encadrement strict du domaine de la loi a été qualifiée de « révolution » par le professeur de droit public Jean Rivero. Néanmoins, la jurisprudence du Conseil d’État et du Conseil constitutionnel ont relativisé cet encadrement, faisant dire à Jean Rivero dès 1977 que « la révolution n’a[vait] pas eu lieu ». En premier lieu, alors que l’intervention du règlement dans le domaine de la loi est restée prohibée par le Conseil d’État pour incompétence, le Conseil constitutionnel a au contraire confirmé le droit pour le législateur d’intervenir dans le domaine réglementaire si le gouvernement ne s’y oppose pas. En second lieu, le Conseil constitutionnel a interprété de façon large les matières listées à l’article 34, provoquant une extension du domaine de la loi. En dernier lieu, le développement de la théorie de l’incompétence négative a forcé le législateur à se saisir pleinement des pouvoirs qui lui appartenaient, au détriment du pouvoir réglementaire.
La pratique des institutions de la Cinquième République, notamment l’émergence du fait majoritaire, a par ailleurs rendue poreuse la frontière. Ainsi, le gouvernement a pu admettre de façon fréquente que la majorité qui le soutenait intervienne dans le domaine du règlement. Il a également pu inclure des dispositions de nature réglementaire dans les projets de loi soumis au parlement. Réciproquement, le recours de plus en plus fréquent aux ordonnances à partir des années 1990, a permis de larges interventions du gouvernement dans le domaine de la loi. Dans tous les cas, la présence forte du gouvernement dans l’ensemble du processus législatif a rapproché les champs d’action des pouvoirs exécutif et législatif, et contribué à une « crise de la loi ».
Ces limitations ont conduit à une relative confusion entre les notions de domaine de la loi, bloc de légalité et compétence législative du parlement d’une part ; domaine du règlement, actes administratifs et compétence exécutive du gouvernement d’autre part. Le gouvernement, soutenu par la majorité parlementaire, acquiert la possibilité d’agir dans des matières relevant du domaine de la loi, soit indirectement en intervenant dans le processus législatif, soit directement en obtenant une habilitation à prendre des ordonnances. Réciproquement, lois et ordonnances peuvent intervenir dans le domaine réglementaire parce que le gouvernement participe directement à leur élaboration.

## Historique

### Avant 1958
Durant la IIIème République, il n'existait pas à proprement parler de domaine de la loi, la loi étant tout ce sur quoi statue le Parlement ; il ne peut alors exister, en principe, de règlements qu'en vertu d'une loi. Toutefois, le Conseil d'Etat avait admis quelques exceptions, en matière d'organisation et fonctionnement des services publics, et de police administrative générale,. Sous la IVème République, la loi André Marie du 17 août 1948 fixe une liste de matières réglementaires par nature,.

### Après 1958
Plusieurs révisions constitutionnelles ont introduit de nouvelles matières dans le domaine de la loi : entre autres, la révision constitutionnelle de 2008 a inscrit la liberté, le pluralisme et l'indépendance des médias parmi les matières relevant du domaine législatif et celle de mars 2005 y a inscrit les principes fondamentaux de la préservation de l'environnement.
Des évolutions de la jurisprudence du Conseil constitutionnel concernant le domaine législatif et le domaine règlementaire ont également eu lieu : alors que le Conseil admettait, avant 1982, que les dispositions de forme législative adoptées dans le domaine réglementaire pouvaient être déférées devant lui, en application de l'article 61 de la Constitution, il ne l'admet plus depuis 1982. Toutefois, dans la décision Avenir de l'école du 21 avril 2005, le Conseil constitutionnel déclare, dans le dispositif, que plusieurs dispositions de la loi qui lui sont déférés ont un caractère réglementaire, mais ne les censure pas,. Le Conseil constitutionnel estime toutefois, dans une décision du 15 mars 2012, que "si l'article 34 et le premier alinéa de l'article 37 de la Constitution établissent une séparation entre le domaine de la loi et celui du règlement, et si l'article 41 et le deuxième alinéa de l'article 37 organisent les procédures spécifiques permettant au Gouvernement d'assurer la protection du domaine réglementaire contre d'éventuels empiètements de la loi, la Constitution n'a pas pour autant entendu frapper d'inconstitutionnalité une disposition de nature réglementaire contenue dans une loi ; que, par suite, les requérants ne sauraient se prévaloir de ce que le législateur est intervenu dans le domaine réglementaire pour soutenir que la disposition critiquée serait contraire à la Constitution ou pour demander que soit déclaré son caractère réglementaire". Le commentaire autorisé de la décision précise : "cette décision de 2005 constitue une décision d’espèce, rendue dans le contexte particulier d’un débat sur la « qualité de la loi ». Elle n’avait pas de précédent et le Conseil constitutionnel n’a pas estimé nécessaire de lui donner une suite.", En se fondant sur la décision de 2012, les Grandes décisions du Conseil constitutionnel, dans leur commentaire de la décision Blocage des prix et des revenus de 1982, affirment que le Conseil a abandonné la jurisprudence Avenir de l'école. En sens inverse, Jean Gicquel et Jean-Eric Gicquel se fondent sur une décision du 8 décembre 2016 pour affirmer que cette jurisprudence, bien que délaissée n'a pas été abandonnée.

## Matières relevant du domaine de la loi
Les matières relevant du domaine de la loi sont principalement, mais de façon non-exclusive, celles listées à l’article 34 de la Constitution.
D’autres articles de la Constitution spécifient l’appartenance de certaines matières au domaine de la loi. Ces matières sont notamment :
- L’autorisation de la déclaration de guerre (article 35),
- La prorogation de l'état de siège au-delà de douze jours (article 36),
- L’autorisation de la ratification de certains traités (article 53),
- De nombreuses branches du droit des collectivités territoriales (articles 72, 72-1, 72-2, 72-3, 72-4, 73 et 74), en particulier :
  - La création de nouveaux types de collectivités,
  - Les modalités de leur libre-administration et de leur autonomie budgétaire, notamment le cadre de la fiscalité locale,
  - Les conditions d’exercice de certaines formes de démocratie locale (droit de pétition, référendum local),
  - Une partie des modalités d’organisation de certains territoires ultramarins,
- Certaines règles relatives au fonctionnement du Parlement, notamment les règles relatives aux commissions d’enquête parlementaires (article 51-2), aux commissions compétentes pour rendre un avis sur certaines nominations par le président de la République (article 13) ou sur le découpage électoral (article 25).

Enfin, d’autres textes du bloc de constitutionnalité étendent le contour du domaine de la loi. Le préambule de la Constitution du 27 octobre 1946 prévoit qu’elle réglemente le droit de grève. La Charte de l’environnement de 2004 y inclut la fixation des modalités de certains principes du droit de l’environnement : obligation de prévenir ou limiter les atteintes à l’environnement (article 3), principe de réparation des atteintes (article 4) et droit à l’information environnementale (article 7).